# Tom Segev
Tom Segev ( hebrejsky: תום שגב; narozen 1. března 1945) je izraelský historik, autor a novinář. Je spojen s izraelskými Novými historiky, skupinou, která zpochybňuje mnoho z tradičních izraelských narativů.

## Životopis
Tom Segev se narodil v Jeruzalémě, rodičům, kteří uprchli z nacistického Německa v roce 1933. Získal titul BA v oboru historie a politologie na Hebrejské univerzitě v Jeruzalémě a doktorát v oboru historie na Bostonské univerzitě v 70. letech.

## Kariéra novináře
Segev pracoval v 70. letech jako korespondent Maarivu v Bonnu. Byl hostujícím profesorem na Rutgers Univerzity (2001–2002), na Kalifornské univerzitě v Berkeley (2007) a na Northeastern University v Bostonu, kde vyučoval kurz o zpochybňování holocaustu. Píše týdenní sloupec pro noviny Haaretz . Jeho knihy byly přeloženy do čtrnácti jazyků.
V The Seventh Million: The Israelis and the Holocaust (1993) zkoumá Segev rozhodující dopad holocaustu na identitu, ideologii a politiku Izraele. Přestože byla kontroverzní, byla oceněna Elie Wieselem v knižní recenzi v Los Angeles Times.
V One Palestine, Complete: Jews and Arabs Under the British Mandate, oceněné cenami za nejlepší knihu Výběr redakce v New York Times (2000) a Národní cenou židovských knih, Segev popisuje éru britského mandátu v Palestině (1917–1948).
Segevova historie společenského a politického pozadí Šestidenní války, 1967: Israel, the War, and the Year That Transformed the Middle East (2006), uvádí, že neexistovala žádná existenční hrozba pro Izrael z vojenského hlediska. Segev také pochybuje, že by sousední arabské státy skutečně zaútočili na Izrael. Přesto, velká část izraelské populace měla skutečný strach, že je Egypťané a Syřané zničí. To by zvýšilo tlak na izraelskou vládu takovým způsobem, že by se rozhodla pro preventivní útok. Útok Jordánské armády na západní Jeruzalém by podle Segeva poskytl vítaný důvod k invazi do východního Jeruzaléma. Přestože okupace východního Jeruzaléma nebyla politicky plánována, autor se domnívá, že byla vždy žádoucí.
V únoru 2018 Segev publikoval životopis Davida Ben-Guriona .

## Chvála a kritika
Kniha Israel, the War, and the Year That Transformed the Middle East, byla historikem Saulem Friedländerem označena za „pravděpodobně nejlepší knihu o těch nejosudnějších dnech v historii Izraele“.
Ethan Bronner v knižní recenzi v New York Times napsal: „Neříká to celý příběh války, stěží se zaměřuje na arabskou aktivitu... Co zajímá pana Segeva je Izrael: jeho nálady, debaty, generační rozdíly a úzkosti “a také že, „nemusíte souhlasit se závěry pana Segeva o tom, jak by se věci mohly udělat jinak, abyste mohli těžit z jeho výzkumu a vyprávění. Pokud plánujete přečíst pouze jednu knihu o válce v roce 1967, tato to není. Je příliš úzce zaměřená. Současně pan Segev předkládá přesvědčivý a nový pohled, že válka byla přinejmenším částečně důsledkem citlivého a zranitelného okamžiku v izraelské historii" a že Segevovo bádání “je – i když příliš dlouhé – přesvědčivé a poutavé“.
L. Carl Brown napsal ve Foreign Affairs: „Autor One Palestine, Complete: Jews and Arabs Under the British Mandate napsal další mistrovskou historii“ v recenzi Segevovy knihy 1967: Israel, the War, and the Year That Transformed the Middle East. 
V International Socialist Review (periodikum „věnované propagování socialistické teorie a praxe“), Hadas Thier shledává 688stránkovou knihu „občas zdlouhavě podrobnou četbou s povrchní analýzou“, ale nazval ji „nezbytným příspěvkem“. Knihu shrnul slovy: „Jeho zaměření na izraelský archivní materiál by nemělo zanechat stopu pochybností o tom, že izraelští vůdci věděli, že válka není obrannou nutností, že ji lze snadno vyhrát a že se bojuje na základě cynických a strategických úvah státu.“ 
Pro Washington Post Book World, Michael Oren, izraelský historik, diplomat, politik a autor Six Days of War, dal Segevovu 1967 kritickou recenzi, napsal: „Pracujíc, aby dokázal své závěry, Segev si nejen protirečí, ale také páchá do očí bijící opomenutí.“ Říká také, že „ignorováním arabské dynamiky a překroucením svého textu, aby vyhověl revizionistické agendě, podkopává svůj pokus o hlubší pochopení války. Takové porozumění je zásadní, pokud se Arabové a Izraelci mají v budoucnu vyhnout podobným střetům a koexistovat mírumilovně.“  (V rozhovoru v online časopise Salon Oren následně řekl o Segevovi (který má doktorát z historie): “[On] je novinář. Není to skutečně studovaný historik.“ ) 
Benny Morris také kritizoval 1967 v recenzi v The New Republic. Morris píše, že je otevřený historickému revizionismu, ale že Segevův ústřední argument o vnitřním stavu Izraele vedoucím až k válce „je v zásadě nepravdivý“ Dodává: „Pro Segeva nemají arabská politika a arabská společnost žádný vliv na správné pochopení důvodu války. . . . Jeho kniha nesměřuje čtenáře a učence do žádného užitečného směru. Jeho argument není jen nesprávný; také přispívá svojí malou měrou k současné delegitimaci Izraele.“ 
Historik Efraim Karsh tvrdě kritizoval A State at Any Cost, odmítl jej jako „polemické“ úsilí založené na nesprávném uveřejňování zdrojů a obviňoval Segeva z „ignorování“ faktů ve prospěch používání “prohlášení, která jsou buď vyňata z kontextu, nebo jednoduše pokřivená nebo zkreslená.“  Segev například nesprávně cituje Davida Ben-Guriona, který měl napsal 8. května 1948: „Arabové by měli být vyhnáni,“ když to, co Ben-Gurion skutečně napsal v diskuzi o Arabech, kteří se chopili zbraní a aktivně bojovali jako „Měli by být Arabové vyhnáni?“, odkazujíc nikoli na Araby obecně, ale na Araby aktivně kladoucí odpor se zbraní.

## Publikovaná díla
- 1949: The First Israelis (hebrejsky: 1984, ISBN 965-261-040-2; anglicky: 1998, ISBN 0-8050-5896-6)
- Soldiers of Evil: The Commandants of the Nazi Concentration Camps (1988, ISBN 0-07-056058-7)
- One Palestine, Complete: Jews and Arabs Under the British Mandate (2000, ISBN 0-316-64859-0)
- The Seventh Million: Israelis and the Holocaust (2000, ISBN 0-8050-6660-8)
- Elvis in Jerusalem: Post-Zionism and the Americanization of Israel (2003, ISBN 0-8050-7288-8)
- Israel in 1967. And the land changed its visage (hebrejsky: 2005, ISBN 965-07-1370-0)
- 1967: Israel, the War, and the Year That Transformed the Middle East, Metropolitan Books (2006)
- Simon Wiesenthal: The Life and Legends, Jonathan Cape (2010)
- A State at Any Cost – The Life of David Ben-Gurion (hebrejsky a německy: 2018; anglicky: 2019)

## Další čtení
- Izrael a Palestina: Věčné nepřátelství? od Segeva z The New York Review of Books